# Deborah Acquah
Deborah Acquah (Prestea, 23 maggio 1996) è una lunghista e triplista ghanese.
Entrata nella nazionale ghanese nel 2016, si è trasferita presto negli Stati Uniti dopo essere stata ingaggiata dal team della Texas A&M University, con cui ha preso parte ai campionati NCAA.

Nel 2018 ha preso parte ai Giochi panamericani in Marocco, vincendo una medaglia d'argento nel salto in lungo.
Acquah detiene i record indoor nazionali dei salti in estensione, fissati nel 2020.

## Palmarès
| Anno | Manifestazione          | Sede       | Evento         | Risultato | Prestazione | Note             |
| ---- | ----------------------- | ---------- | -------------- | --------- | ----------- | ---------------- |
| 2016 | Campionati africani     | Durban     | Salto triplo   | 7ª        | 12,70 m     |                  |
| 2019 | Giochi panafricani      | Rabat      | Salto in lungo | Argento   | 6,37 m      |                  |
| 2019 | Giochi panafricani      | Rabat      | 4×100 m        | 8ª        | 47"24       |                  |
| 2022 | Mondiali                | Eugene     | Salto in lungo | 18ª (q)   | 6,46 m      |                  |
| 2022 | Giochi del Commonwealth | Birmingham | Salto in lungo | Bronzo    | 6,94 m      | Record nazionale |
| 2023 | Mondiali                | Budapest   | Salto in lungo | 19ª (q)   | 6,50 m      |                  |